# Savignia
Savignia is een geslacht van spinnen uit de familie hangmatspinnen (Linyphiidae). De wetenschappelijke naam van het geslacht werd voor het eerst geldig gepubliceerd door John Blackwall in 1833. De naam is een eerbetoon aan de Franse zoöloog Marie Jules César Savigny.

## Soorten
De volgende soorten zijn bij het geslacht ingedeeld:
- Savignia amurensis Eskov, 1991
- Savignia badzhalensis Eskov, 1991
- Savignia basarukini Eskov, 1988
- Savignia birostra (Chamberlin & Ivie, 1947)
- Savignia borea Eskov, 1988
- Savignia bureensis Tanasevitch & Trilikauskas, 2006
- Savignia centrasiatica Eskov, 1991
- Savignia erythrocephala (Simon, 1908)
- Savignia eskovi Marusik, Koponen & Danilov, 2001
- Savignia frontata Blackwall, 1833
- Savignia fronticornis (Simon, 1884)
- Savignia harmsi Wunderlich, 1980
- Savignia kartalensis Jocqué, 1985
- Savignia kawachiensis Oi, 1960
- Savignia naniplopi Bosselaers & Henderickx, 2002
- Savignia producta Holm, 1977
- Savignia pseudofrontata Paik, 1978
- Savignia rostellatra Song & Li, 2009
- Savignia saitoi Eskov, 1988
- Savignia superstes Thaler, 1984
- Savignia ussurica Eskov, 1988
- Savignia yasudai (Saito, 1986)
- Savignia zero Eskov, 1988